# أكسيل كيسيلوف
أكسيل كيسيلوف (مواليد 25 سبتمبر 1971) هو سياسي أرجنتيني يشغل منصب حاكم محافظة بوينس آيرس منذ عام 2019.